# Слађана Ђурић
Слађана Ђурић (Приштина, 30. јун 1964) српска је научница и професорка универзитета.

## Едукација
Ђурићева је рођена у Приштини где је завршила основно и средње образовање. Почела је своје студије филозофије и социологије на Филизофском факултету у Приштини, у академској години 1982/83 и добила је своју диплому у академској години 1984/85.